# Al Coury
Albert Eli "Al" Coury (21 de octubre de 1934 - 8 de agosto de 2013) fue un vicepresidente del sello discográfico estadounidense Capitol Records en los años de 1970. Se unió al sello en 1957 y ascendió a la posición de vicepresidente de marketing, ventas y promoción. Coury ayudó a desarrollar las carreras de muchos artistas, incluyendo The Beatles, Nat King Cole, The Beach Boys, Pink Floyd, Glen Campbell, Bob Seger, Guns N' Roses, Aerosmith, Don Henley, Cher y Linda Ronstadt.
Coury era importante para varias versiones de los Beatles en solitario en la década de 1970, particularmente en el álbum de 1973 de la banda de Paul McCartney, On The Run, y en el de John Lennon de 1974, Walls and Bridges, ambos de los cuales llegó a la cima de las listas y cedió sencillos # 1. Fue Coury quien persuadió a McCartney para incluir el sencillo "Helen Wheels" en la versión estadounidense de Band On The Run (porque fue a última hora, la letra de la canción no se incluyó en la hoja de la letra). Luego eligió la canción "Jet" como el segundo sencillo, que ayudó a que el álbum sea el más exitoso de los esfuerzos en solitario de McCartney.
Coury murió a los 78 años el 8 de agosto de 2013, en Thousand Oaks, California, por complicaciones de un derrame cerebral.